# Tipsport Arena, Liberec
Tipsport Arena är en inomhushall i Liberec, Tjeckien. Namnet är sponsrat av spelbolaget Tipsport. Arenan har en total publikkapacitet på 9 000 personer och den byggdes 2005. Den är hemmahall för HC Bílí Tygři Liberec. Arenan fungerade som spelplats under JVM i ishockey 2008. 